# Mohrite
La mohrite, ainsi nommée en l'honneur du chimiste allemand Karl Friedrich Mohr, est un minéral rare de la famille des sulfates, de formule chimique (NH4)2Fe(SO4)2 · 6 H2O ; c'est donc la forme naturelle du sel de Mohr.
Découvert dans les champs géothermiques de Toscane (Italie) en 1965, cet analogue ferrifère de la boussingaultite se forme aussi lors de la combustion des déchets de charbon,,.